# NGC 3436
NGC 3436 is een lensvormig sterrenstelsel in het sterrenbeeld Leeuw. Het hemelobject werd op 30 november 1877 ontdekt door de Amerikaanse astronoom Charles Todd.

## Synoniemen
- MCG 1-28-16
- ZWG 38.39
- MK 1266
- PGC 32633